# Puya vasquezii
Puya vasquezii är en gräsväxtart som beskrevs av Pierre Leonhard Ibisch och Elvira Angela Gross. Puya vasquezii ingår i släktet Puya och familjen Bromeliaceae.
Artens utbredningsområde är Bolivia. Inga underarter finns listade i Catalogue of Life.